# 스텔란티스
스텔란티스(Stellantis)는 2021년 1월 16일 합병을 통해 설립된 다국적 자동차 회사이다. 그루프 PSA(PSA)와 피아트 크라이슬러 오토모빌스(FCA)가 50 : 50 비율로 합병하였다. 합병회사의 대표이사는 PSA의 회장인 카를루스 타바르스(Carlos Tavares)가 맡았다.
2019년 10월 합병 계획을 발표한 이후 합병까지 1년 3개월이 소요되었다. 본사는 네덜란드 암스테르담에 있으며, 연 생산량은 2019년 기준 870만대, 매출액은 1700억 유로(약 226조원) 규모이다. 합병일 기준, 산하 14개 자동차 상표를 보유하며, 밀라노와 뉴욕, 파리 세 개 증권 시장에 상장되었다. 합병 회사는 판매량 기준 세계 4위의 자동차 회사로, 세계 시장 점유율은 약 9%이다.
합병법인 스텔란티스의 출범에 따라 대한민국 직판사로 스텔란티스코리아가 출범했는데, 스텔란티스코리아의 시작은 1996년에 크라이슬러가 대한민국 직판 체계를 갖추기 위해 설립한 "크라이슬러 한국판매"다.

## 산하 자동차
| #  | 국가     | 상표                     | 상표(영문)             | 설립 연도 | 비고              |
| -- | -------- | ------------------------ | ---------------------- | --------- | ----------------- |
| 1  | 프랑스   | 디에스 오토모빌          | DS Automobiles         | 2014      | 시트로엥에서 분리 |
| 2  | 미국     | 닷지                     | Dodge                  | 1914      |                   |
| 3  | 이탈리아 | 란치아                   | Lancia                 | 1906      |                   |
| 4  | 미국     | 램 트럭                  | Ram Trucks(RAM)        | 2009      | 닷지에서 분리     |
| 5  | 이탈리아 | 마세라티                 | Maserati               | 1914      |                   |
| 6  | 영국     | 복스홀                   | Vauxhall               | 1903      |                   |
| 7  | 프랑스   | 시트로엥                 | Citroën                | 1919      |                   |
| 8  | 이탈리아 | 아바르트                 | Abarth                 | 1949      |                   |
| 9  | 이탈리아 | 알파 로메오              | Alfa Romeo             | 1910      |                   |
| 10 | 독일     | 오펠                     | Opel                   | 1862      |                   |
| 11 | 미국     | 지프                     | Jeep                   | 1941      |                   |
| 12 | 미국     | 크라이슬러               | Chrysler               | 1925      |                   |
| 13 | 프랑스   | 푸조                     | Peugeot                | 1882      |                   |
| 14 | 이탈리아 | 피아트/피아트 프로페셔널 | Fiat/Fiat Professional | 1899      |                   |

## 같이 보기
- 카를루스 타바르스
- 그루프 PSA
- 피아트 크라이슬러 오토모빌스